# Zehneria gilletii
Zehneria gilletii là một loài thực vật có hoa trong họ Cucurbitaceae. Loài này được C. Jeffrey miêu tả khoa học đầu tiên năm 1962.